# Satyrus subtusvariegata
Satyrus subtusvariegata är en fjärilsart som beskrevs av Hermann Stauder 1924. Satyrus subtusvariegata ingår i släktet Satyrus och familjen praktfjärilar. Inga underarter finns listade.